# ماجد أفيوني
ماجد افيوني (25 يناير 1933 - 12 أبريل 2003) ممثل لبناني يلقب بـ”بلبل أفندي” صاحب الصوت الشجي أحد أهم اركان الفن العربي واحد أعمدة المسرح اللبناني.

## عن حياته
بدأت هوايته في التمثيل وهو على مقاعد الدراسة في المرحلة الابتدائية. وأول دور لعبه في هذه الآونة كان دور فتاة، إذ كانت تمنع الفتيات من الاشتراك في الأعمال الفنية، خصوصا التمثيل، في الستينيات كانت أهم المحطات الفنية بالنسبة إليه هي (المسرح الوطني) حيث عمل مع الفنان الراحل حسن علاء الدين (شوشو).أول عمل تلفزيوني قدمه في الستينيات، كان يبث على الهواء مباشرة وهو بعنوان (الممثل الكبير) مع المخرج غازيغرابيتيان. عمل مع الأخوين رحباني في البرنامج التلفزيوني (من يوم ليوم)، فلعب شخصية معلم فهيم الحلاق.
هو صاحب شخصية مميزة في عالم التمثيل، فهو ممثل بدرجة امتياز ويمكنه تأدية أصعب الأدوار الكوميدية مهما كانت صعبة على التنوعات المشهدية.
بلبل افندي يتمتع بصفتين: الانصات جيدا، والقدرة على اقتناص القصص، ولديه قناعته بأن كل إنسان لديه قصة، وكل القصص جذابة طالما قصّت بشكل صحيح.

## مسيرته في المسرح
تعد حياة أستاذ بلبل نموذجا للصراع والتحدي لتحقيق أهدافه، وله العديد من المعارك الفنية بداية من فكرة انشائه لمسرح شعبي مع زميله الفنان زياد مكوك، واستمر في صراعاته حتى صراعه مع المرض الذي صرعه في النهاية ليفضّ الاشتباك الدائم مع الزمن والحياة !!
قبل رحيله دخل مستشفى الساحل وأجريت له عملية جراحية للتخلص من اواع ديسك من جهة الرقبة.
وبعدها دخل مستشفى الجامعة الأميركية وحقن بالدم وهو في غرفة الطوارئ وبقي 7 ساعات فيها تأمن له سرير، ثم تبيّن انه ينزف دما من المعدة.
ربيع 1959 بدأ بتقديم البرامج في التلفزيون، وعمل في المسرح 50 عاما، وعمل مع الرحابنة في محطة الشرق الأدنى لغاية عام 1956 وكان أول عمل معهم مسلسل “من يوم ليوم”، وشارك بمسرحية “بترا” بطولة: فيروز، وارتبط بالمسرح الشوشوي.
رافق مشوار شوشو المسرحي منذ العام 1965 وعمله الأول “شوشو بك في صوفر” إخراج نزار ميقاتي وحتى لحظة غياب شوشو الاليم.
```
رحلة فنية بالألوان
```

تجربة ماجد افيوني السينمائية محدودة، وكان يعتبر ان قيامة السينما اللبنانية أمر مستحيل.
أبرز أعماله في مسرح “الشانسونيه” مع الفنان الك خلف في مسرحية “تيتي تيتي” و”مرمر زماني” مع تيريز نخلة.
لعب دور زرياب في مسلسل “اواخر أيام زرياب”، الكاتب والشاعر جوزف حرب وبالاشتراك مع الفنانة رغدة، وتم تصويره بين القاهرة وقطر عام 1984.
وفي مسلسل الظرفاء مع الفنانة ناديا حمدي “ام بسام الإذاعة” مع جورج إبراهيم الخوري، ومسرحية “كاليغولا” اعتبرهما من أصعب الأدوار الفنية في حياته.
كما تولى تدريس مادة فن الإلقاء في جامعة القديس يوسف (قسم المسرح).
```
أقواله في الفن والمسرح:
```

الفن في لبنان يقول “أبو البلابل”: شغلة من ليس له شغل، وكما قال ستانسلافسكي (أبو المسرح السوفياتي) “ان تصل بادائك إلى السهل الممتنع هو البلاغة في الاداء”.
والمسرح يقول ماجد افيوني “يعطي الحرية في العطاء العفوي..والكذب بوابة الكاتب إلى الحرية كما تقول ايزابيل الليندي”.
قبل رحيله قال أستاذ بلبل “المسرح الكوميدي عندنا هو الكباريه الشرعي”.
“شعب بلا مسرح كوميدي حقيقي هو شعب يخشى مواجهة ذاته.”
“مجتمع بلا كوميديا هو مجتمع يكره ويحتقر العقل.”
“وتزييف الكوميديا بهذا الشكل الذي نراه على معظم مسارحنا وشاشات التلفاز هو ترويج لمخدرات لا يحارب عليه القانون وتدشين سفينة مثقوبة حتما ستغرق وسيغرق معها ركابها !!”
“علينا ان نصنع كوميديانا الخاصة.”
```
نقابة الممثلين: خسرنا ركناً من أركاننا الكبار
```

```
ونعته نقابة ممثلي المسرح والسينما والإذاعة والتلفزيون في لبنان وجاء في بيان النعي “لقد أعطى ماجد افيوني كل حياته للمهنة الفنية التي اكتسبها بالموهبة والعصامية، فمنذ ان شب في مدينة طرابلس راح يشارك في أعمال متعددة ثم نزل إلى بيروت بصحبة الفنان صلاح تيزاني (أبو سليم) وراح يصول ويجول في الكثير من الأعمال التمثيلية في تلفزيون لبنان”. وقال البيان “شارك في مسرح حسن علاء الدين الملقب (شوشو) والذي يعد أول مسرح يومي في لبنان إذ لعب في مجمل أعمال المسرح الوطني وفي السينما ومع الاخوين رحباني واشتهر بشخصية (بلبل) التي كتبها له الاديب الشعبي محمد شامل كما لعب دور 
عمر الزعني
 مع المخرج يعقوب شدراوي”. وأضاف البيان “برحيل ماجد افيوني تخسر الحركة التمثيلية الشعبية في لبنان ركنا من أركانها الكبار. كما أمتلك الافيوني قدرة بارعة في التقاط أنفاس الجمهور لشدة بلاغة أدائه الشعبي”.
```

بندر الحربي

## روابط خارجية
- ماجد أفيوني على موقع قاعدة بيانات الأفلام العربية